# نانسي طمان
نانسي محمد علي طمان (مواليد 14 نوفمبر 1994؛ الإسكندرية، مصر) هي لاعبة جمباز فني حاصلة على ميداليتان ذهبيتان في دورة ألعاب البحر المتوسط عام 2018 ودورة الألعاب الإفريقية عام 2019 وواحدة فضية في دورة الألعاب الإفريقية عام 2015.

## مسيرتها
ولدت نانسي في محافظة الإسكندرية، مصر، بدأت ممارسة الجمباز لأول مرة عام 1998 عندما كان عمرها أربع سنوات وبدأت المشاركة في المسابقات الدولية منذ عام 2007 كعضو في المنتخب الوطني للجمباز. في عام 2011، شاركت في بطولة كأس العالم للجمباز في مدينة طوكيو باليابان، كما شاركت في بطولة كأس العالم للجمباز التي أقيمت في بلجيكا عام 2013، وأيضا بطولة كأس العالم للجمباز بمدينة نانجينغ بالصين عام 2014، وعام 2015 شاركت في بطولة كأس العالم التي أقيمت في مدينة جلاسجو في بريطانيا وبطولة كأس التحدي للجمباز بكرواتيا، في نفس العام حصلت على الميدالية الفضية في دورة الألعاب الإفريقية الحادية عشرة المقامة في الكونغو. في عام 2018، شاركت في منافسات كأس التحدي للجمباز التي أقيمت في مدينة أوسييك بكرواتيا، وفي نفس العام أيضاً فازت بالميدالية الذهبية في نهائيات منصة القفز في دورة ألعاب البحر المتوسط التي أقيمت بإسبانيا. وفازت بالميدالية الذهبية في دورة الألعاب الأفريقية الثانية عشرة المقامة في الرباط بدولة المغرب عام 2019.